# Желюша
Желюша (на сръбски: Жељуша или Željuša) е село в Западните покрайнини, община Цариброд, Пиротски окръг, Сърбия. Населението му в 2002 година е 1394 души, а според преброяването от 2011 година е 1311 души.

## Личности
Родени в Желюша
- Александър Василев (Ванчев) Ангелков, български военен деец, старши подофицер, загинал през Първата световна война[2]
- Методи Петров, български историк